# Joodse begraafplaats (Oosterhout)
De Joodse begraafplaats in de Nederlandse gemeente Oosterhout ligt op de Vrachelse heide. De begraafplaats stamt uit 1822 en werd gebruikt door de Joodse gemeenschappen van Oosterhout, Breda en Geertruidenberg.
Op de begraafplaats staan 168 grafstenen, alsmede een metaheerhuisje, kohaniemhuisje en een beheerderswoning. De begraafplaats is een gemeentelijk monument.